# 南非鴿草
南非鴿草（学名：Setaria sphacelata）为禾本科狗尾草屬下的一个种。

## 扩展阅读
- 維基物種上的相關：南非鴿草